# Coupe du Maroc de football 2008-2009
Navigation
Édition précédente Édition suivante
La saison 2008-2009 de la Coupe du Trône est la cinquante-troisième édition de la compétition. Elle débute le 22 novembre 2008.
Cette coupe est une nouvelle fois remportée par les FAR de Rabat, qui battent le FUS de Rabat en finale.

## 3eTour
| Date            | Équipe 1                        | Équipe 2                    | Résultat        |
| --------------- | ------------------------------- | --------------------------- | --------------- |
| 10 janvier 2009 | ASOFP                           | Majd Madina Casablanca      | 1 - 0           |
| 10 janvier 2009 | Chabab Ismailia Meknès          | FCM                         | 1 - 3           |
| 10 janvier 2009 | Club des Étudiants de Tétouan   | Renaissance Martil          | 0 - 1           |
| 10 janvier 2009 | Ahram El Bidaoui                | ERM                         | 0 - 1           |
| 10 janvier 2009 | CSS                             | Wafaa Sidi Moumen           | 0 - 1           |
| 11 janvier 2009 | Renaissance Sportive de Berkane | Etoile Oujda                | 1 - 1 (8-9 tab) |
| 11 janvier 2009 | CS Manar Boujdour               | Renaissance Sportive Tantan | 4 - 2           |
| 11 janvier 2009 | Najah Meknes                    | CSCA                        | 1 - 0           |
| 11 janvier 2009 | Raja Agadir                     | AUAS                        | 1 - 1 (4-5 tab) |
| 11 janvier 2009 | Najah Souss Agadir              | AS Chabab El Khayame        | 0 - 1           |
| 11 janvier 2009 | Oued Zem                        | USAZ                        | 1 - 0           |
| 11 janvier 2009 | Chabab Atlas Khénifra           | AAEH                        | 2 - 0           |
| 11 janvier 2009 | Chabab Ben Guérir               | Taraji                      | 1 - 0           |
| 11 janvier 2009 | Union Sportive Aït Melloul      | Amal Talabat Biokri         | 4 - 0           |
| 11 janvier 2009 | Chabab Kasba Tadla              | Fath Sidi Bennour           | 2 - 1           |
| 11 janvier 2009 | Hassania Benslimane             | Renaissance Tiflet          | 1 - 0           |
| 11 janvier 2009 | Renaissance de Tarfaya          | AZAQ                        | 0 - 0 (7-6 tab) |
| 11 janvier 2009 | Renaissance d'Oujda             | Hilal Association Nador     | 1 - 3           |
| 11 janvier 2009 | CJBG                            | Union Touarga Sport Rabat   | 1 - 0           |
| 11 janvier 2009 | ASOFP                           | Najm Soualem                | 0 - 0 (2-4 tab) |
| 11 janvier 2009 | CCA                             | Wydad Smara                 | 0 - 1           |
| 11 janvier 2009 | USLA                            | ASMJ                        | 1 - 0           |
| 11 janvier 2009 | USTA                            | Qods Taza                   | 1 - 0           |
| 11 janvier 2009 | ASM                             | Association d'Asila         | 1 - 0           |
| 11 janvier 2009 | CSF                             | Chabab Larache              | 1 - 0           |
| 11 janvier 2009 | AUIF                            | Intila9 Taourirte           | 0 - 0 (3-4 tab) |
| 11 janvier 2009 | TACM                            | CSM Ouarzazate              | 0 - 4           |
| 11 janvier 2009 | Fath Riadi Nador                | USJ                         | 2 - 1           |

## 4etour
| Date           | Équipe 1               | Équipe 2                   | Résultat        |
| -------------- | ---------------------- | -------------------------- | --------------- |
| 7 février 2009 | Najah Meknes           | FCM                        | -               |
| 7 février 2009 | Najm Soualem           | ASOFP                      | 1 - 0           |
| 7 février 2009 | Wafaa Sidi Moumen      | ERM                        | -               |
| 7 février 2009 | CJBG                   | Hassania Benslimane        | 1 - 0           |
| 7 février 2009 | USLA                   | ASM                        | 1 - 2           |
| 8 février 2009 | Intila9 Taourirte      | Fath Riadi Nador           | 2 - 3           |
| 8 février 2009 | Oued Zem               | Chabab Kasa Tadla          | 0 - 2           |
| 8 février 2009 | Etoile Oujda           | Hilal Association Nador    | 0 - 3           |
| 8 février 2009 | Chabab Ben Guérir      | CSM Ouarzazate             | 2 - 1           |
| 8 février 2009 | Qods Taza              | CAK                        | 1 - 1 (5-4 tab) |
| 8 février 2009 | Wydad Smara            | CS Manar Boujdour          | 2 - 0           |
| 8 février 2009 | Renaissance de Tarfaya | Union Sportive Aït Melloul | 0 - 2           |
| 8 février 2009 | AUAS                   | AS Chabab El Khayame       | 1 - 2           |
| 8 février 2009 | CSF                    | Renaissance Martil         | 0 - 0 (2-4 tab) |

## 5etour
Ce tour a vu l'entrée en lice des clubs du GNF 2. Le tirage au sort a eu lieu le mercredi 25 février 2009.
| Date        | Équipe 1                        | Équipe 2                   | Résultat        |
| ----------- | ------------------------------- | -------------------------- | --------------- |
| 7 mars 2009 | Renaissance de Settat (D2)      | Olympique Marrakech (D2)   | 3 - 0           |
| 7 mars 2009 | Fkih Ben Salah (D2)             | Chabab Benguérir (D3)      | 3 - 0           |
| 7 mars 2009 | Rachad Bernoussi (D2)           | Chabab Kasba Tadla (D3)    | 1 - 1 (3-4 tab) |
| 7 mars 2009 | Youssoufia Berrechid (D2)       | Wafa Wydad (D2)            | 1 - 0           |
| 7 mars 2009 | Najm Soualem                    | TAS de Casablanca (D2)     | 2 - 3           |
| 7 mars 2009 | Union Sportive Aït Melloul (D3) | AS Chabab Lkhiyam (D3)     | 3 - 0           |
| 7 mars 2009 | AS Mansouria (D3)               | FUS de Rabat (D2)          | 2 - 2 (4-5 tab) |
| 7 mars 2009 | Stade Marocain (D2)             | FCM                        | 3 - 0           |
| 7 mars 2009 | Wafa Sidi Moumen (D3)           | Racing de Casablanca (D2)  | 0 - 1           |
| 8 mars 2009 | CODM de Meknès (D2)             | CS Fnideq (D4)             | 7 - 1           |
| 8 mars 2009 | Union de Mohammédia (D2)        | Union sportive Témara (D2) | 2 - 1           |
| 8 mars 2009 | Wydad de Fès (D2)               | IR Tanger (D2)             | 1 - 0           |
| 8 mars 2009 | Union de Sidi Kacem (D2)        | CJBG Bouznika (D4)         | 0 - 1           |
| 8 mars 2009 | Qods Sportif Taza (D3)          | Fath de Nador (D4)         | 1 - 1 (4-3 tab) |
| 8 mars 2009 | Chabab Rif Hoceima (D2)         | Hilal de Nador (D3)        | 0 - 0 (5-6 tab) |
| 8 mars 2009 | Wydad Smara (D4)                | Chabab Houara (D2)         | 0 - 2           |

## Seizièmes de finale
Ce tour a vu l'entrée en lice des clubs du GNF 1. Le tirage au sort a eu lieu le jeudi 26 mars 2009.
| Date          | Équipe 1                  | Équipe 2                        | Résultat        |
| ------------- | ------------------------- | ------------------------------- | --------------- |
| 4 avril 2009  | Wydad de Casablanca (D1)  | Youssoufia Berrechid (D2)       | 4 - 1           |
| 4 avril 2009  | Chabab Mohammédia (D1)    | Qods Sportif Taza (D3)          | 2 - 1           |
| 4 avril 2009  | Hassania d'Agadir (D1)    | Difaâ d'El Jadida (D1)          | 1 - 0           |
| 4 avril 2009  | Chabab Kasba Tadla (D3)   | Fkih Ben Salah (D2)             | 1 - 2           |
| 4 avril 2009  | CJBG Bouznika (D4)        | Hilal de Nador (D3)             | 1 - 0           |
| 4 avril 2009  | Jeunesse El Massira (D1)  | Kawkab de Marrakech (D1)        | 1 - 0           |
| 4 avril 2009  | TAS de Casablanca (D2)    | Renaissance de Settat (D2)      | 0 - 0 (4-5 tab) |
| 4 avril 2009  | Racing de Casablanca (D2) | Olympique de Khouribga (D1)     | 0 - 0 (4-5 tab) |
| 5 avril 2009  | Raja de Casablanca (D1)   | Union Sportive Aït Melloul (D3) | 1 - 2           |
| 5 avril 2009  | Moghreb de Tétouan (D1)   | KAC de Kénitra (D1)             | 1 - 0           |
| 5 avril 2009  | FUS de Rabat (D2)         | AS Salé (D1)                    | 2 - 1           |
| 5 avril 2009  | Mouloudia d'Oujda (D1)    | Stade Marocain (D2)             | 1 - 1 (1-4 tab) |
| 5 avril 2009  | Chabab Houara (D2)        | Olympique de Safi (D1)          | 0 - 0 (2-4 tab) |
| 8 avril 2009  | FAR de Rabat (D1)         | CODM de Meknès (D2)             | 1 - 0           |
| 8 avril 2009  | Wydad de Fès (D2)         | Ittihad Khémisset (D1)          | 2 - 2 (6-7 tab) |
| 15 avril 2009 | Maghreb de Fès (D1)       | Union de Mohammédia (D2)        | 1 - 1 (4-1 tab) |

## Huitièmes de finale
Le tirage au sort a eu lieu le mardi 14 avril 2009.
| Date          | Équipe 1                    | Équipe 2                        | Résultat        |
| ------------- | --------------------------- | ------------------------------- | --------------- |
| 25 avril 2009 | Hassania d'Agadir (D1)      | Fkih Ben Salah (D2)             | 0 - 0 (2-4 tab) |
| 25 avril 2009 | Moghreb de Tétouan (D1)     | CJBG Bouznika (D4)              | 2 - 0           |
| 25 avril 2009 | FUS de Rabat (D2)           | Union Sportive Aït Melloul (D3) | 2 - 1           |
| 26 avril 2009 | Olympique de Khouribga (D1) | Jeunesse El Massira (D1)        | 0 - 0 (5-4 tab) |
| 26 avril 2009 | Ittihad Khémisset (D1)      | Renaissance de Settat (D2)      | 1 - 0           |
| 26 avril 2009 | Olympique de Safi (D1)      | Chabab Mohammédia (D1)          | 0 - 1           |
| 26 avril 2009 | FAR de Rabat (D1)           | Stade Marocain (D2)             | 1 - 0           |
| 28 juin 2009  | Wydad de Casablanca (D1)    | Maghreb de Fès (D1)             | 2 - 0           |

## Quarts de finale
Le tirage au sort a eu lieu le mardi 23 juin 2009.
| Date             | Équipe 1                | Équipe 2                    | Résultat        |
| ---------------- | ----------------------- | --------------------------- | --------------- |
| 30 juin 2009     | Moghreb de Tétouan (D1) | FUS de Rabat (D2)           | 2 - 2 (0-3 tab) |
| 30 juin 2009     | Chabab Mohammédia (D1)  | Olympique de Khouribga (D1) | 1 - 1 (4-2 tab) |
| 1er juillet 2009 | Ittihad Khémisset (D1)  | Fkih Ben Salah (D2)         | 2 - 0           |
| 1er juillet 2009 | FAR de Rabat (D1)       | Wydad de Casablanca (D1)    | 0 - 0 (4-2 tab) |

## Demi-finales
Le tirage au sort a eu lieu le mardi 23 juin 2009.
| Date           | Équipe 1               | Équipe 2               | Résultat        |
| -------------- | ---------------------- | ---------------------- | --------------- |
| 5 juillet 2009 | FUS de Rabat (D2)      | Chabab Mohammédia (D1) | 2 - 0           |
| 5 juillet 2009 | Ittihad Khémisset (D1) | FAR de Rabat (D1)      | 0 - 0 (4-5 tab) |

## Finale
| Équipes        | FAR de Rabat - FUS de Rabat                              |
| Score          | 1-1 (5-4 tab)                                            |
| Date           | 18 novembre 2009                                         |
| Stade          | 17h00 - Complexe Moulay Abdallah, Rabat                  |
| Arbitre        | Bouchaïb Lahrach                                         |
| Buts           | 55' Daniel Monchare (FUS), 88' Jaouad Ouaddouch (AS.FAR) |
| FAR de Rabat   |                                                          |
| FUS de Rabat   |                                                          |
| Avertissements | FUS de Rabat : FAR de Rabat :                            |